# 清涼油

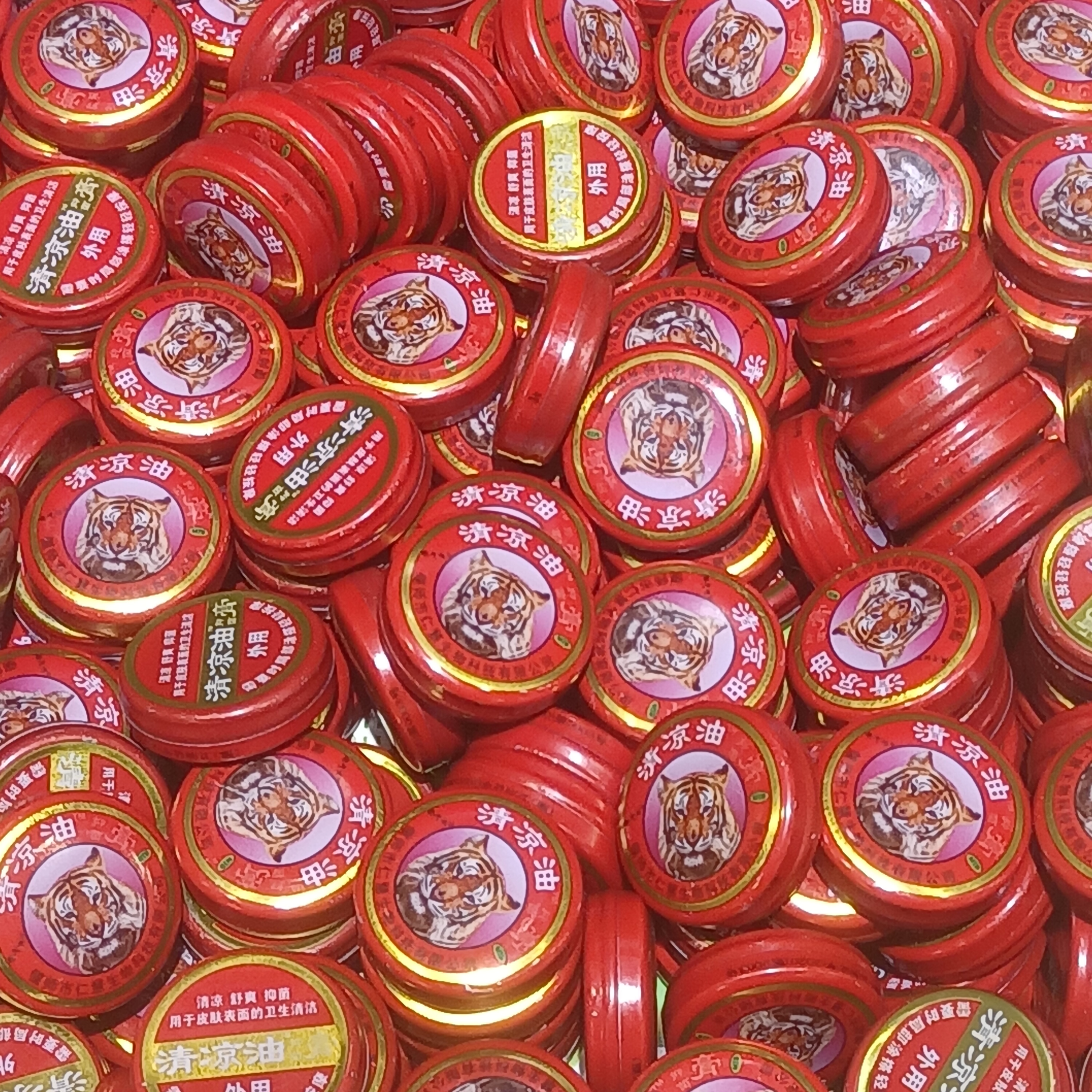
虎头清凉油

清凉油，是一种膏状药物。万金油最早由著名商人胡文虎与其弟胡文豹创制，並註冊為專利名稱，後又称为“虎标万金油”。

## 成分
根據新聞報道，清凉油由薄荷脑、薄荷油、樟脑油、樟脑、桉油、丁香油等组成。
根据中国国家卫生计生委标准，清凉油的主要成分为薄荷脑、薄荷油、樟脑油、樟脑、桉油、丁香油、桂皮油和氨水，另取适量石蜡、地蜡、凡士林熔融配制而成。

## 功能主治
清凉散热，醒脑提神，止痒止痛。用于感冒头痛，中暑，晕车，蚊虫蜇咬等。